# 1984年ロサンゼルスオリンピックのドミニカ共和国選手団
1984年ロサンゼルスオリンピックのドミニカ共和国選手団（1984ねんロサンゼルスオリンピックのドミニカきょうわこくせんしゅだん）は、1984年7月28日から8月12日にかけてアメリカ合衆国のロサンゼルスで開催された1984年ロサンゼルスオリンピックのドミニカ共和国選手団、およびその競技結果。

## 概要
今大会は銅メダル1個、合計1個のメダルを獲得した。
ボクシング男子バンタム級でペドロ・ノラスコが銅メダルを獲得し、ドミニカ共和国にオリンピック初めてのメダルをもたらした。

## メダル
| メダル | 選手名           | 競技       | 種目           |
| ------ | ---------------- | ---------- | -------------- |
| 銅     | ペドロ・ノラスコ | ボクシング | 男子バンタム級 |